# Long Night
Long Night è un brano musicale del gruppo irlandese The Corrs, pubblicato nel 2004 come singolo estratto dall'album Borrowed Heaven.

## Tracce
1. Long Night
2. Hideaway (Acoustic)